# Comandamento positivo

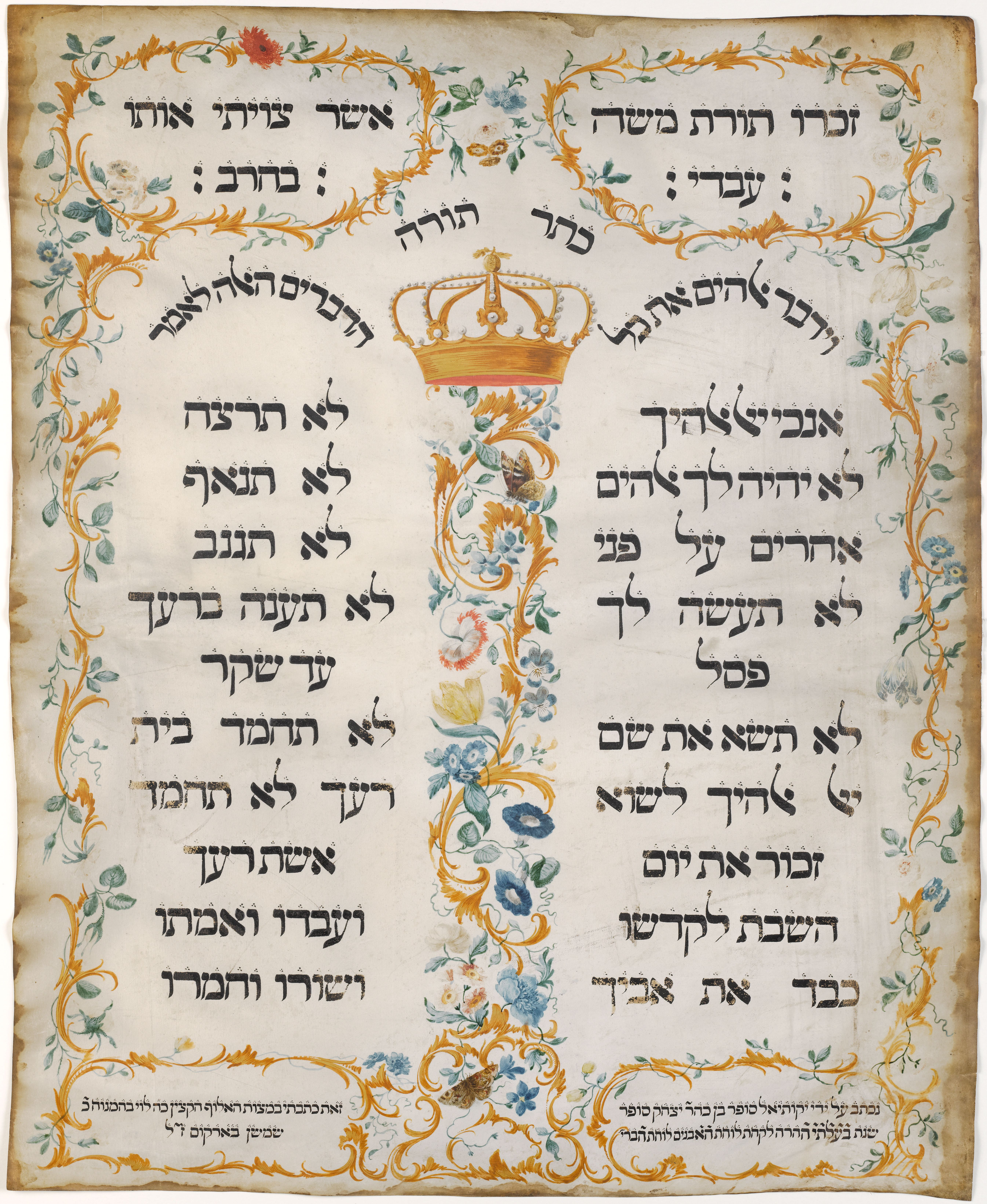
Pergamena con i Dieci Comandamenti, stilata dallo scriba olandese Jekuthiel Sofer, 1768

L'idea di comandamenti positivi limitati nel tempo (in ebraico מצוות עשה שהזמן גרמא‎?, mitzvot aseh she'hazman grama) indica quelle mitzvot positive dell'Ebraismo che possono essere compiute solo in determinati periodi di tempo.

## Interpretazione
Sebbene la Torah in generale si applichi a tutti gli ebrei, ci sono alcune limitazioni per l'applicazione dei precetti religiosi, conosciuti in ebraico col termine di mitzvot. Nei 613 comandamenti biblici enumerati dalla Halakhah, esistono sia quelli positivi che quelli negativi. Tutti gli ebrei hanno il dovere di rispettare le restrizioni imposte dai comandamenti negativi. Tra i comandamenti positivi, tuttavia, vi è un gruppo di precetti noti come comandamenti positivi legati al tempo per i quali gli uomini sono obbligati, ma da cui le donne sono generalmente esenti, sebbene ci siano delle eccezioni. Sia gli uomini che le donne sono completamente vincolati dai comandamenti positivi non governati dal tempo.
Ci sono sette comandamenti dai quali le donne sono esentate:
1. Ascoltare lo shofar durante Rosh Hashanah
2. Dimorare e sedersi nella sukkah durante Sukkot
3. Prendere le Quattro specie di Sukkot
4. Indossare tzitzit, frange rituali portate dagli ebrei osservanti
5. Indossare tefillin, i filatteri
6. Recitare lo Shema Israel mattina e sera
7. Il Conteggio dell'Omer